# لاري بيكيت (منتج تلفزيوني)
لاري بيكيت (بالإنجليزية: Larry Pickett)‏ هو منتج تلفزيوني أمريكي، ولد في 27 ديسمبر 1978.